# کلاله (گلستان)
کَلاله شهری از توابع  بخش مرکزی و مرکز شهرستان کلاله در شرق استان گلستان، ایران است . 
این شهر در جادهٔ گرگان به مراوه‌تپه قرار گرفته‌است.
بررسی باستان‌شناسان در شهر کلاله در استان گلستان تا کنون به شناسایی ۱۳۰ محوطه و تپه تاریخی و پیش از تاریخ منجر شده‌است. این کشف، تاریخ کلاله را به ۷۵۰۰ سال پیش رساند. در این بررسی‌ها که به منظور تهیه نقشه باستان‌شناسی کشور صورت می‌گیرد، یک سد ساسانی که از تاج آن ۶۰۰ متر آن باقی مانده‌است و یک مدرسه و مسجد قاجاری شناسایی شد. این شهر دارای فرودگاه است که این فرودگاه، فرودگاه اختصاصی «غلامرضا پهلوی» برادر محمدرضا شاه پهلوی بود. این فرودگاه ۳۱۵ هکتار دارد و در سه کیلومتری غرب کلاله واقع شده‌است.
شهر کلاله در سال ۱۳۸۴ خورشیدی رتبه نخست طرح پیشگیری از اعتیاد را دراستان گلستان بدست آورد.
جمعیت این شهر در سال ۱۳۸۵، برابر با ۲۸٫۰۳۵ نفر بوده‌است.

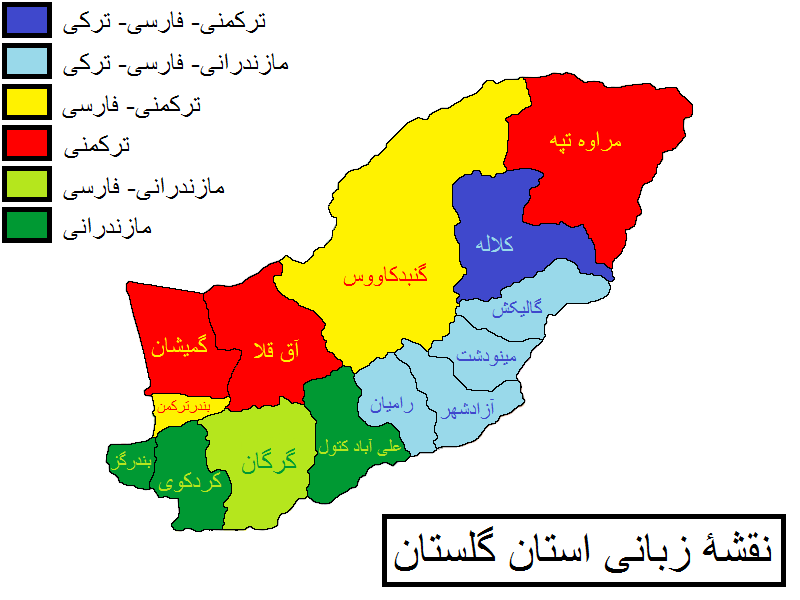
نقشهٔ زبانی استان گلستان

## مردم شناسی

### جمعیت
جمعیت این شهر در سرشماری سال ۱۳۹۵ ، برابر با ۳۶،۱۷۶ نفر بوده است.

### دین و مذهب
دین مردم کلاله اسلام می باشد. مذهب حدود ۶۰٪ مردم کلاله سنی و حدود ۴۰٪ شیعه می باشد.
| دین مردم کلاله | دین مردم کلاله | دین مردم کلاله | دین مردم کلاله | دین مردم کلاله |
| -------------- | -------------- | -------------- | -------------- | -------------- |
|                |                |                |                |                |
| اهل سنت        | اهل سنت        |                | ۵۸٫۸٪          | ۵۸٫۸٪          |
| اهل تشیع       | اهل تشیع       |                | ۴۱٫۲٪          | ۴۱٫۲٪          |